# Steffen Glacier
Steffen Glacier är en glaciär i Chile.   Den ligger i provinsen Provincia Capitán Prat och regionen Región de Aisén, i den södra delen av landet, 1 600 km söder om huvudstaden Santiago de Chile. Steffen Glacier ligger 132 meter över havet.
Terrängen runt Steffen Glacier är bergig åt sydväst, men åt nordost är den kuperad. Steffen Glacier ligger nere i en dal. Trakten runt Steffen Glacier är nära nog obefolkad, med mindre än två invånare per kvadratkilometer.. Det finns inga samhällen i närheten.
I omgivningarna runt Steffen Glacier växer i huvudsak blandskog.